# Вожа (приток Ухры)
Вожа — река в России, протекает по Даниловскому району Ярославской области, правый приток реки Ухра. Устье реки находится на 105 км по правому берегу реки Ухра. Длина реки составляет 11 км.

## Вожа
Вожа имеет исток из нескольких пересыхающих ручьёв на северном, относительно крутом склоне возвышенности, служащей водоразделом бассейна реки Ухра и левых северных притоков реки Волга, в 1 км южнее истоков Вожы находится исток реки Ить, текущей в противоположном, южном направлении. Истоки находится в лесу, на расстоянии около 2 км к востоку от деревни Борисково, на высоте 200—210 м. Река течёт на северо-восток по лесной местности, на расстоянии около 2 км от истоков уровень уреза воды составляет 159,8 м. Ещё через 1 км по левому берегу деревня стоит Подольково, а по правому — построенная в 1797 году церковь Николо-Нальяново. Ещё через 1 км река протекает через село Торопово, где ранее был сельсовет и Вознесенская церковь, построенная в 1781 году. Сразу после Торопово река принимает справа наиболее крупный приток Малую Вожу, которая течёт в западном направлении. После впадения Малой Вожы река поворачивает на север. По правому берегу деревня Взглядово, затем бывшая деревня Перово. и далее устье. Ниже Вожы на расстоянии около 1 км впадает другой правый приток — Киргадка. Река протекает в лесной местности. Небольшие поля окружают только деревни.

## Малая и Большая Вожа
Единственными обозначенными на топокате реками бассейна Вожа являются реки Малая и Большая Вожа. При этом согласно топокартам Большая Вожа является притоком Малой Вожи.
Большая Вожа имеет исток в окрестностях деревни Кузьмино, река течёт в западном направлении по лесной местности и имеет длину около 6 км. Впадает справа в реку Малая Вожа к северу от деревни Абрамово.
Малая Вожа имеет исток к юго-востоку от Абрамово, течёт преимущественно в северо-западном направлении. К северу от Абрамово принимает справа Большую Вожу и поворачивает на запад, впадая ниже деревни Торопово в Вожу.

## Данные водного реестра
По данным государственного водного реестра России относится к Верхневолжскому бассейновому округу, водохозяйственный участок реки — Рыбинское водохранилище до Рыбинского гидроузла и впадающие в него реки, без рек Молога, Суда и Шексна от истока до Шекснинского гидроузла, речной подбассейн реки — Реки бассейна Рыбинского водохранилища. Речной бассейн реки — (Верхняя) Волга до Куйбышевского водохранилища (без бассейна Оки).
Код объекта в государственном водном реестре — 08010200412110000010119.